# Pavel Firt
Pavel Firt (16. července 1927 Praha – 16. srpna 2016 Praha) byl významný představitel cévní chirurgie a kardiochirurgie. V roce 1984 provedl první úspěšnou transplantaci srdce v Československu a ve východním bloku.
Tehdejší ministr zdravotnictví Jaroslav Prokopec rozhodl, že při první transplantaci srdce v Československu v roce 1984 operační tým povede Vladimír Kočandrle. Operatérem však byl Pavel Firt a Vladimír Kočandrle byl prvním asistentem.

## Život a profesní kariéra
Jeho otec byl armádní lékař Leopold Firt, který velel zdravotníkům na několika frontách druhé světové války, mimo jiné u libyjského přístavu Tobruk. Po návratu do vlasti napsal o svých zkušenostech knihu Od Eufratu až po Benghazi: Historie čs. vojenské jednotky na Středním Východě, 1947.
Jako brigádní generál vedl do roku 1948 Ústřední vojenskou nemocnici v Praze, poté upadl v nemilost a až do důchodu pracoval jako praktický lékař. Původní příjmení rodiny bylo až do roku 1946 Fürth. Strýcem Pavla Firta byl Julius Firt.
Pavel Firt pracoval po absolvování Lékařské fakulty Karlovy univerzity (LF UK) od roku 1951 v Praze v Institutu klinické a experimentální medicíny (IKEM), tehdy v Ústavu klinické a experimentální chirurgie. V letech 1979 až 1991 zde působil jako přednosta kliniky. Od roku 1977 byl profesorem LF UK.
Po založení subkatedry kardiochirurgie v roce 1987 se stal jejím prvním vedoucím. Subkatedra se věnovala postgraduálnímu školení lékařů se specializací cévní chirurgie a kardiochirurgie. Pavel Firt stál také po několik let v čele kardiovaskulární sekce České chirurgické společnosti České lékařské společnosti Jana Evangelisty Purkyně.
Od počátku své profesní kariéry se zaměřil na chirurgii kardiovaskulárního systému. Již ve své dizertační práci vyřešil zásadní problémy velkých transfuzí, za to byl oceněn státní cenou Klementa Gottwalda. Státní ceny Klementa Gottwalda dostal během své kariéry celkem čtyři. Získal také Cenu Vědecké rady Ministerstva zdravotnictví České republiky, Maydlovu cenu, Purkyňovou medailí a zlatou Hufelandovu medaili.
V průběhu času dosáhl řady úspěchů a ocenění i v zahraničí, stal se průkopníkem cévní chirurgie evropského významu. Byl čestným členem Belgické chirurgické společnosti a Britské společnosti pro výzkum v chirurgii. Dostal zlatou medaili Italské společnosti kardiovaskulární chirurgie. V bývalé Německé demokratické republice se podílel na založení cévní chirurgie, německou vládou byl vyznamenán za vynikající práci.

## Dílo
Pavel Firt publikoval více než 350 vědeckých prací v českých a v zahraničních časopisech, je autorem pěti monografií, šesti výukových filmů a řady dalších prací. Ve spolupráci s Liborem Hejhalem napsal vědecké práce z oboru cévní chirurgie a léčení prudkého krvácení:
- Otázky léčení prudkého krvácení, 1954
- Bezstehové cévní spojení pomocí fibrinových prstenců, 1961
- Koloidní infuzní roztoky v léčbě krvácení, 1964
- Chirurgická prevence a léčba mozkové ischemie, 1970

Je spoluautorem knihy Cévní chirurgie.
- FIRT, Pavel; HEJNAL, Jaroslav; VANĚK, Ivan. Cévní chirurgie. 1. vyd. Praha: Karolinum, 2006. ISBN 80-246-1251-8.